# Florian Blatter
Florian Blatter (Zurigo, 12 maggio 1984) è un hockeista su ghiaccio svizzero che gioca, dalla stagione 2014-2015, nella Lega Nazionale B con l'HC La Chaux-de-Fonds.

## Statistiche
Statistiche aggiornate ad aprile 2012.

### Club
| Stagione | Squadra    | Stagione regolare | Stagione regolare | Stagione regolare | Stagione regolare | Stagione regolare | Stagione regolare | Playoff | Playoff | Playoff | Playoff | Playoff |
| Stagione | Squadra    | Lega              | P                 | G                 | A                 | Pt                | PIM               | P       | G       | A       | Pt      | PIM     |
| -------- | ---------- | ----------------- | ----------------- | ----------------- | ----------------- | ----------------- | ----------------- | ------- | ------- | ------- | ------- | ------- |
| 2000-01  | Davos U20  | Elite Jr. A       | 35                | 4                 | 6                 | 10                | 10                | 5       | 0       | 1       | 1       | 2       |
| 2001-02  | Davos      | NLA               | 3                 | 0                 | 0                 | 0                 | 0                 | -       | -       | -       | -       | -       |
|          | Davos U20  | Elite Jr. A       | 35                | 2                 | 8                 | 10                | 16                | 3       | 0       | 0       | 0       | 0       |
| 2002-03  | Davos      | NLA               | 11                | 1                 | 0                 | 1                 | 0                 | 17      | 0       | 0       | 0       | 0       |
|          | Davos U20  | Elite Jr. A       | 5                 | 0                 | 1                 | 1                 | 4                 | -       | -       | -       | -       | -       |
|          | Thurgau    | NLB               | 28                | 1                 | 1                 | 2                 | 16                | -       | -       | -       | -       | -       |
| 2003-04  | Davos      | NLA               | 45                | 1                 | 3                 | 4                 | 8                 | 6       | 0       | 0       | 0       | 4       |
|          | Chur       | NLB               | 1                 | 0                 | 0                 | 0                 | 0                 | -       | -       | -       | -       | -       |
| 2004-05  | Davos      | NLA               | 44                | 1                 | 4                 | 5                 | 22                | 15      | 0       | 1       | 1       | 4       |
| 2005-06  | Davos      | NLA               | 43                | 1                 | 5                 | 6                 | 40                | 13      | 0       | 1       | 1       | 6       |
|          | Davos      | ECC               | 2                 | 0                 | 0                 | 0                 | 0                 | -       | -       | -       | -       | -       |
|          | Davos      | Spengler Cup      | 3                 | 0                 | 0                 | 0                 | 2                 | -       | -       | -       | -       | -       |
| 2006-07  | Davos      | NLA               | 44                | 1                 | 5                 | 6                 | 48                | 19      | 0       | 1       | 1       | 18      |
| 2007-08  | Davos      | NLA               | 36                | 0                 | 3                 | 3                 | 16                | 13      | 0       | 1       | 1       | 6       |
|          | Davos      | ECC               | 2                 | 0                 | 0                 | 0                 | 0                 | -       | -       | -       | -       | -       |
| 2008-09  | Davos      | NLA               | 48                | 1                 | 10                | 11                | 24                | 21      | 1       | 0       | 1       | 10      |
| 2009-10  | Rapperswil | NLA               | 42                | 4                 | 4                 | 8                 | 20                |         |         |         |         |         |
| 2010-11  | Rapperswil | NLA               | 46                | 0                 | 6                 | 6                 | 28                | -       | -       | -       | -       | -       |
|          |            | Playout           | 9                 | 0                 | 0                 | 0                 | 6                 | -       | -       | -       | -       | -       |
| 2011-12  | Lugano     | NLA               | 48                | 0                 | 1                 | 1                 | 39                | 6       | 0       | 0       | 0       | 2       |
| 2012-13  | Lugano     | NLA               | 6                 | 0                 | 1                 | 1                 | 0                 |         |         |         |         |         |
| 2013-14  | Lugano     | NLA               | 0                 | 0                 | 0                 | 0                 | 0                 |         |         |         |         |         |

### Nazionale
| Stagione | Livello           | Risultati     | Risultati | Risultati | Risultati | Risultati | Risultati |
| Stagione | Livello           | Competizione  | P         | G         | A         | Pt        | PIM       |
| -------- | ----------------- | ------------- | --------- | --------- | --------- | --------- | --------- |
| 2001-02  | Switzerland U18   | WJC-18        | 8         | 0         | 2         | 2         | 0         |
| 2007-08  | Switzerland (all) | International | 3         | 1         | 0         | 1         | 0         |
| 2008-09  | Switzerland (all) | International | 5         | 0         | 0         | 0         | 0         |
| 2009-10  | Switzerland (all) | International | 3         | 0         | 0         | 0         | 0         |

## Palmarès

### Club
- Campionato svizzero: 4

 Davos: 2001-02, 2004-05, 2006-07, 2008-09